# Новопетровка (Липецкая область)
Новопетровка  — село в Петровском сельском поселении Добринского района Липецкой области.

## География
Располагается на реке Чамлык.

## История
В 1778 году князь Пётр Иванович Гагарин купил в Межевой канцелярии землю в «Чемлычкой степи» и основал сельцо Петровское.
Название — производное от имени владельца.
В начале 19 века крестьяне стали переходить на левый берег реки Чамлыка, образовав там деревню Новопетровка. Позднее это название распространилось на все селение.
В списке населения мест в 1862 — сельцо владельческое, 52 двора, 460 жителей, винокуренный завод, две мельницы.
Имело другое название — Снежково. Название по новым владельцам дворянам Снежковым.
Накануне отмены крепостного права владельцами сельца был Григорий Алексеевич Снежков (1810-†1879), действительный статский советник, предводитель уездного дворянства в г. Усмани (1857—1864), кавалер ордена Св. Станислава 2-й степени (1861), памятной медали Крымской войны 1853—1856 г., почетный мировой судья Усманского округа, крупный землевладелец.

## Население
| 2010 |
| ---- |
| 542  |